# 1673
| 1673               |
| ------------------ |
| Dødsfald - Fødsler |
| • Begivenheder     |

| Gregoriansk kalender | 1673 MDCLXXIII          |
| Ab urbe condita      | 2426                    |
| Armensk kalender     | 1122 ԹՎ ՌՃԻԲ            |
| Kinesiske kalender   | 4369 – 4370 壬子 – 癸丑 |
| Etiopisk kalender    | 1665 – 1666             |
| Jødisk kalender      | 5433 – 5434             |
| Hindukalendere       |                         |
| - Vikram Samvat      | 1728 – 1729             |
| - Shaka Samvat       | 1595 – 1596             |
| - Kali Yuga          | 4774 – 4775             |
| Iransk kalender      | 1051 – 1052             |
| Islamisk kalender    | 1084 – 1085             |

Konge i Danmark: Christian 5. 1670-1699
Se også 1673 (tal)

## Begivenheder
- 17. maj - Louis Joliet og Jacques Marquette tager af sted for at udforske Mississippi, der viser sig at løbe ud i Den Mexicanske Golf

## Dødsfald
- Molière 17. februar